# Walter Schroeder (General)
Walter Schroeder (* 19. Januar 1896 in Königsberg i. Pr.; † 13. August 1968 in Koblenz-Pfaffendorf) war ein deutscher Offizier der Luftwaffe der Wehrmacht im Zweiten Weltkrieg.

## Leben
Schroeder trat am 15. August 1914, nach Beginn des Ersten Weltkrieges, in das kaiserliche Heer ein und diente in der Kavallerie. Nachdem er am 24. April 1917 in die Fliegertruppe gewechselt war, nahm er am 1. Juni eine Flugzeugführerausbildung in der Fliegerersatz-Abteilung 11 und anschließend in der Fliegerschule Hundsfeld auf. Danach, ab dem 24. November ging er zum Armeeflugpark 14 und fungierte ab dem 14. Dezember als Führer der Flieger-Abteilung 17.
Nach Kriegsende wechselte er am 5. Mai 1920 zur Polizei, wo er am 24. Dezember 1924 zum Oberleutnant und am 18. Dezember 1930 zum Hauptmann befördert wurde. 
Am 1. Dezember 1934 übernahm er im Reichsluftfahrtministerium (RLM) die Aufgabe eines Sondereferenten, für die Übernahme der Polizei-Offiziere in die neu gegründete Luftwaffe, bevor er am 12. März 1936 als Staffelkapitän zur Fliegergruppe Altenburg wechselte. Dort erhielt er am 1. April 1936 seine Beförderung zum Major und übernahm ab dem 1. März 1937 als Gruppenkommandeur die III. Gruppe des Kampfgeschwaders 255. Danach ging er ab dem 1. Dezember 1938 zurück ins RLM und wurde dort Referent im Luftwaffen-Personalamt. Nachdem er dort am 1. April 1939 die Beförderung zum Oberstleutnant erhielt, übernahm er die als Gruppenkommandeur die III. Gruppe des KG.z.b.V. 1, einer Transportfliegereinheit. Nachdem er am 1. März 1943 abgelöst worden war, ging er zur Fluglehrerschule der Luftwaffe in Brandenburg-Briest. Anschließend führte er ab dem 4. Mai als Transportfliegerführer 1 verschiedene Transportverbände, bevor er am 1. August 1943 Geschwaderkommodore des Transportgeschwaders 3 wurde. Danach, ab dem 1. Oktober 1944 übte er das Amt eines Kommandeurs der Luftkriegsschule 12 (LKS 12) in Bug auf Rügen. Dort erhielt er am 1. April 1945 seine Beförderung zum Generalmajor und geriet nach der bedingungslosen Kapitulation der Wehrmacht am 8. Mai 1945 in Kriegsgefangenschaft.